# Евгений (Кульберг)
Митрополит Евге́ний (в миру Алексе́й Серге́евич Ку́льберг; род. 25 сентября 1972, Мещерино Московской области) — архиерей Русской православной церкви, митрополит Екатеринбургский и Верхотурский, глава Екатеринбургской митрополии. Председатель Синодального отдела религиозного образования и катехизации (c 2020 года).
Тезоименитство — 4 (17) июля (память страстотерпца праведного врача Евгения Боткина).

## Биография

### Детство и образование
Родился 25 сентября 1972 года в Подмосковье в семье военных инженеров. Крещён в младенчестве.
В 1989 году окончил десять классов Мещеринской средней школы в Ступинском районе Московской области. Поступил в РадиоВТУЗ Московского авиационного института.
В 1995 году окончил Московский авиационный институт и поступил в Православный Свято-Тихоновский богословский институт на заочное отделение.
В 1990—2004 годах работал по специальности инженер-системотехник в Центральном научно-исследовательском радиотехническом институте имени А. И. Берга в Москве.

### Начало церковного служения
В 1992 вместе со старшим братом Николаем стал прихожанином храма святителя Николая в Пыжах, настоятелем которого был священник Александр Шаргунов. С тех пор братья активно участвовали в реализации многочисленных общественно-политических проектов. С 1993 года алтарничал в этом храме. 18 января 2003 года вместе с ещё пятью активистами участвовал в разгроме выставки «Осторожно, религия!» в Сахаровском центре в Москве.
15 марта 2004 года был рукоположён архиепископом Ярославским и Ростовским Кириллом (Наконечным) в сан диакона в Николо-Сольбинском монастыре Ярославской епархии. 12 июля был рукоположён во священника архиепископом Кириллом (Наконечным) в Николо-Сольбинском монастыре.
22 ноября 2004 года назначен настоятелем храма Рождества Богородицы села Великого Ярославской епархии. Начал службы в полуразрушенном храме; занялся вместе с местными жителями реставрацией Кремля; инициировал выпуск православной газеты; создал Центр детского творчества. Активно участвовал в подготовке официальных торжеств, посвящённых Полтавской битве.
23 апреля 2007 года одновременно назначен духовнико́м Ярославской губернской гимназии имени святителя Игнатия Брянчанинова и руководителем отдела образования и катехизации Ярославской епархии.
10 октября 2009 года одновременно назначен настоятелем Сретенского храма города Ярославля.
12 ноября 2012 года освобождён от всех послушаний и перешёл в клир Екатеринбургской епархии, куда годом ранее был переведён его правящий архиерей архиепископ Кирилл (Наконечный).
С 7 декабря 2012 года по 14 октября 2014 года был настоятелем воссозданного храма-колокольни в честь великомученика Максимилиана в Екатеринбурге, называемого также «Большой Златоуст».
С 2 декабря 2012 года по 24 марта 2015 года был председателем отдела религиозного образования и катехизации Екатеринбургской епархии, затем стал председателем отдела по взаимоотношениям Церкви с обществом и СМИ.
С 28 декабря 2012 года стал благочинным Ивановского округа города Екатеринбурга.
В 2014 году защитил диплом в Екатеринбургской духовной семинарии.
14 октября 2014 года был назначен настоятелем храма в честь Вознесения Господня — архиерейского подворья.
15 марта 2015 года был назначен первым помощником правящего архиерея Екатеринбургской епархии.
В ноябре 2015 года в качестве первого помощника правящего архиерея участвовал с докладом в Екатеринбургских Рождественских чтениях.

### Архиерейство
15 июля 2016 года решением Священного синода был избран епископом Среднеуральским, викарием Екатеринбургской епархии. 16 июля митрополитом Екатеринбургским Кириллом (Наконечным) пострижен в монашество с наречением имени Евгений — в честь святого врача Евгения Боткина, канонизированного 3 февраля того же года. 17 июля, в канун дня памяти преподобного Сергия Радонежского, в Троицком соборе Троице-Сергиевой лавры патриархом Кириллом возведён в сан архимандрита. Вечером в Тронном зале Патриарших покоев лавры наречён во епископа Среднеуральского. 
1 августа хиротонисан во епископа в Дивеевском монастыре.
С 9 октября 2017 года по 15 октября 2018 года исполнял обязанности наместника (игумена) мужского монастыря во имя святых Царственных Страстотерпцев на Ганиной Яме близ Екатеринбурга.
14 мая 2018 года Священным синодом назначен епископом Нижнетагильским и Невьянским.
11 марта 2020 года Священным синодом назначен заместителем председателя Синодального отдела религиозного образования и катехизации Русской православной церкви.
25 августа 2020 года Священным синодом назначен викарием патриарха с титулом «Бронницкий» и с освобождением его от управления Нижнетагильской епархией, а также наместником московского Донского монастыря и председателем Синодального отдела религиозного образования и катехизации.
8 декабря 2020 решением Священного синода избран преосвященным Екатеринбургским и Верхотурским, главой Екатеринбургской митрополии с освобождением его от должности наместника Донского монастыря и с сохранением за ним должности председателя Синодального отдела религиозного образования и катехизации.
25 декабря 2020 года в домовом храме Всех Святых, в земле Русской просиявших, Патриаршей и синодальной резиденции в Даниловом монастыре патриархом Кириллом возведён в сан митрополита.

## Взгляды, санкции
Имеет провластные взгляды. Выступает за запрет абортов в России. Видит физическое наказания детей, в том числе порку возможной, но отмечает, что чаще всего телесные наказания приносят вред. По мнению религиоведа Вадима Розенфельда, личность Митрополита Евгения имеет много схожего с отлучённым от церкви схимонахом Сергием (Николай Романов), а именно «малая управляемость, царебожие, мракобесность. Но в отличие от Романова Кульберг пока лоялен власти»..
В 2022 году поддержал российское вторжение на Украину, выложил трехминутный анимированный ролик с драматическими фотографиями президента России Владимира Путина и надписями: «Вы представляете, как ему сейчас тяжело?», «Эта война развязана не им», «Прекратить войну, закончить бесконечный круговорот смертей», «Ради великого будущего России». Позднее поддержал мобилизацию в России.
В июле 2022 года, как «поддержавший агрессию России против Украины», был внесён ФБК в список разжигателей войны состоящий из лиц которые «используют свои религиозные организации для пропаганды агрессии и массового убийства», с предложением введения против него международных санкций.
23 января внесён в санкционный список Украины за «пропаганду агрессивной войны против Украины через религиозные структуры и вмешательства во внутрицерковные дела Украины».
19 апреля 2025 года в своём пасхальном послание митрополит указал на опасность бесконтрольной миграции: «В нашу страну беспрестанным многотысячным потоком едут люди, для которых Святая Русь Воскресшего Христа, имеющая многовековой опыт мирного сосуществования с народами разной веры — это пережиток и анахронизм. Наши законы, наш опыт бережного межрелигиозного сосуществования им чужд. Слишком многие из них едут не для того, чтобы жить с нами, а чтобы жить вместо нас. И не меньшую опасность, чем для христианства, они несут и для мирного традиционного российского ислама»
.

## Награды
- Орден Дружбы (12 мая 2023) — за вклад в сохранение и развитие духовно-нравственных и культурных традиций, многолетнюю плодотворную деятельность[32]
- Благодарность Президента Российской Федерации (10 марта 2025) — за вклад в обеспечение деятельности Совета по взаимодействию с религиозными объединениями при Президенте Российской Федерации[33]
- Орден преподобного Серафима Саровского III степени (25 сентября 2022) — во внимание к служению и в связи с 50-летием со дня рождения[34]
- Почётная грамота Совета Федерации Федерального Собрания Российской Федерации (14 марта 2024) — за большой вклад в сохранение духовных и культурных традиций, активную просветительскую деятельность[35]